# Moto Guzzi V 50-serie

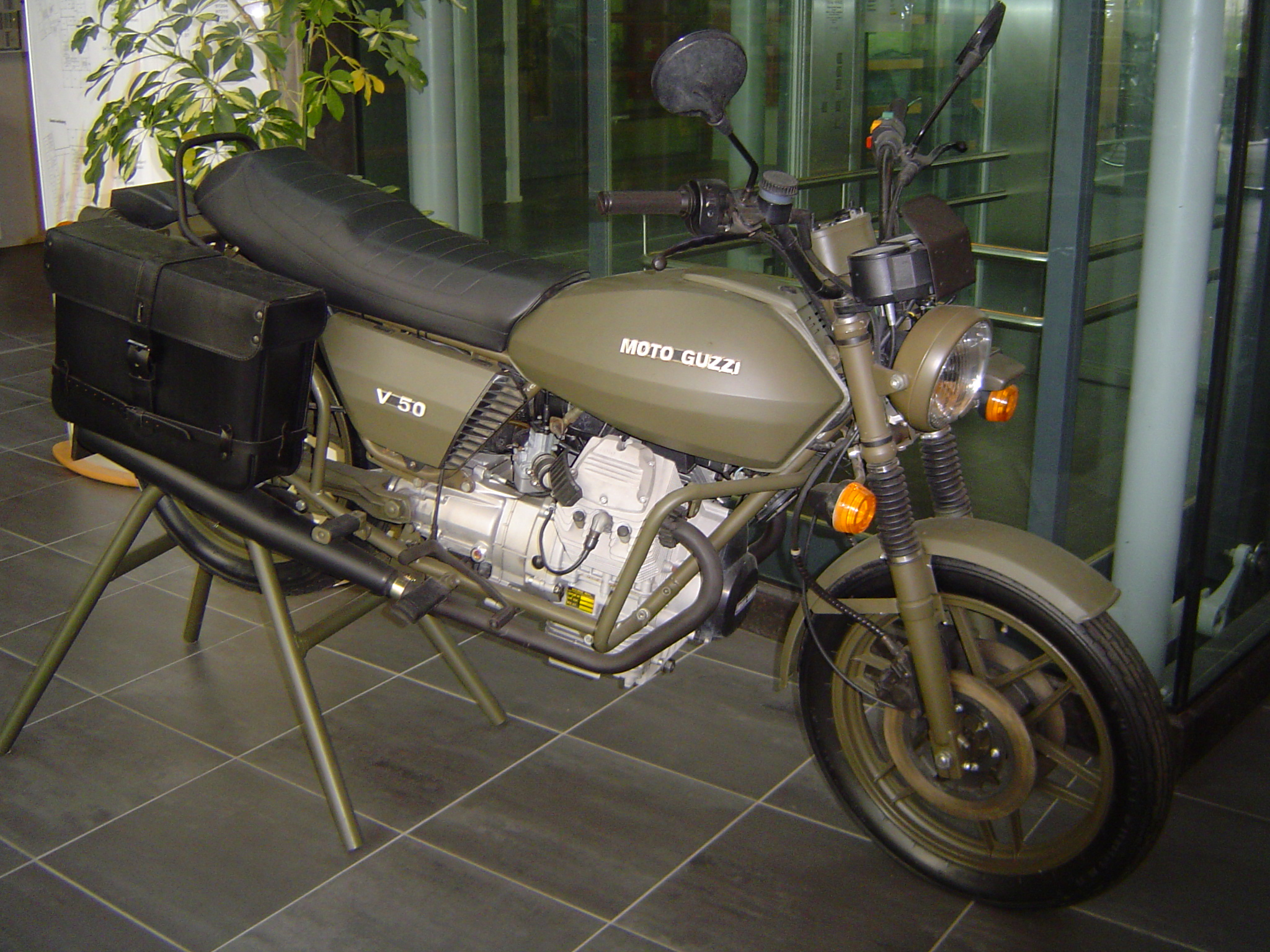
Moto Guzzi V 50 NATO

De Moto Guzzi V 50 is een motorfietstype van Moto Guzzi dat in verschillende versies werd geproduceerd van 1977 tot 1985. De V 50 was een 500 cc model dat gelijktijdig werd geïntroduceerd met de 350 cc Moto Guzzi V 35.

## Voorgeschiedenis
Moto Guzzi was in 1973 overgenomen door de autofabrikant Alejandro de Tomaso en samengevoegd met concurrent Benelli. Beide merken produceerden vanaf dat moment viercilinder motorfietsen in de middenklasse: Moto Guzzi bouwde de 400 GTS en Benelli de 500 Quattro. Internationaal waren de zware langsgeplaatste V-twins gezichtsbepalend voor Moto Guzzi. Die waren nog bedacht door Giulio Cesare Carcano en doorontwikkeld door Lino Tonti. Tonti had zich beperkt tot het vergroten van de motor en het ontwikkelen van een nieuw frame. Het idee voor de V 50 en de V 35 was al oud: al in 1972 werden proeven genomen met 350- en 500 cc V-twins in een V7 Sport-frame. Deze prototypen hadden toen nog een verticaal gedeeld carter.
Toen de V 50 uitkwam was het vrij druk in de markt van de middenklasse-motorfietsen. Behalve de bovengenoemde concurrenten in eigen huis waren er ook nog de Italiaanse Ducati 500 Sport Desmo en GTV 500 en Laverda 500 en uit Japan de Honda CB 500 Four en CB 550 Four, de Suzuki GS 550, de Yamaha XS 500 en de Kawasaki Z 400.

## V 50
De motor van de V 50 was geen verkleinde versie van de zware twins, maar een heel nieuw ontwerp van Lino Tonti. Omdat de Tomaso ontwerpers in dienst had die de modellen van Moto Guzzi en Benelli een tamelijk hoekige styling gaven, zoals dat in de jaren zeventig mode was, paste Tonti het uiterlijk van het motorblok hieraan aan: de cilinders kregen een "vierkant" uiterlijk door rechthoekige koelribben toe te passen. Ook het frame was helemaal nieuw. Na het uitkomen van de V 50 kregen ook de zwaardere modellen, zoals de 850 T5, de California II, de 1000 SP II en de 850 Le Mans III dezelfde koelribben. De motor moest wel nieuw ontworpen worden, omdat hij kleiner moest worden maar ook goedkoper om te produceren. Toch was er bepaald niet bezuinigd; er waren weinig lichte motorfietsen met cardanaandrijving en Guzzi was de enige met het integrale remsysteem.

### Motor
De motor was een langsgeplaatste 90° V-twin met twee kleppen per cilinder. Er waren "Heronzuigers" toegepast, waarbij een deel van de verbrandingsruimte in de zuigerbodem was uitgespaard. Het carter was horizontaal gedeeld. De kleppen werden bediend door stoterstangen en tuimelaars vanaf een enkele nokkenas die boven de krukas lag. Het luchtfilterhuis was een grote, langwerpige plastic kast die in de "V" van de cilinders onder de tank lag. Guzzi gaf een vermogen van 45 pk bij 7.500 tpm op, maar dat waren waarschijnlijk SAE-pk's, gemeten zonder dynamo, luchtfilter etc. De TH in Delft mat 38 DIN pk bij 7.000 tpm. De V 50 had elektronische ontsteking. Op de voorkant van de krukas zat een wisselstroomdynamo.

### Aandrijflijn
De aandrijflijn was vergelijkbaar met die van de zwaardere modellen, maar er was een enkele droge plaatkoppeling toegepast. Daarachter zat een vijfversnellingsbak. In de rechterarm van de swingarm zat de cardanas.

### Rijwielgedeelte
Net als bij de zware modellen had de V 50 een dubbel wiegframe, maar aan de achterkant maakte het bovenframe een lus omlaag tot boven de versnellingsbak. De versnellingsbak zélf zorgde voor de verbinding met het onderframe, zodat het motorblok een dragend deel van het frame was geworden. De onderste framebuizen waren demontabel om het motorblok te kunnen in- en uitbouwen. Aan de voorkant zat een hydraulisch gedempte telescoopvork, de swingarm scharnierde in de versnellingsbak en werd afgeveerd door twee schokdempers met buitenliggende schroefveren. Aan de voorkant zaten twee 300 mm remschijven, achter zat één 235 mm schijf. Dankzij het integraal remsysteem werd de achterschijf samen met een van de voorschijven door het rempedaal bediend.

### Pluspunten
Door het vele gebruik van aluminium en kunststoffen, de directe verbinding van de swingarm met de versnellingsbak en het gebruik van gietwielen was de V 50 erg licht en bijzonder wendbaar. Zeker vergeleken met de (veel zwaardere) machines uit Japan stonden de stuurkwaliteiten op eenzame hoogte. Ook het integraal remsysteem werkte prima, hoewel het soms wat gewenning vereiste.

### Kritiekpunten
De eerste versies hadden erg veel last van lekkende tankdoppen, waardoor de kleding van de berijder doordrenkt werd met benzine. Dat werd echter snel opgelost. Een aantal onderdelen hadden veel last van vervuiling, vooral als er strooizout bij kon komen. Daardoor kon de kunststof bus waarmee de versnellingspook in het frame scharnierde vast gaan zitten, maar ook de chokes. De motortrillingen hadden op de machine zelf meer invloed dan op de berijder. Vooral de (dubbele) achterlichten trilden vaak kapot. De tellers waren goed af te lezen, maar alle controlelampjes waren te klein en te zwak, waardoor ze nauwelijks zichtbaar waren. Er kon al snel speling optreden bij de balhoofdlagers en de achtervorklagering. Als het stuur omsloeg bij een val brak vaak de stuurbegrenzer af. De ontluchting van de cardanaandrijving lekte weleens olie. Zoals bij alle Guzzi's met gietijzeren remschijven begonnen die meteen te roesten als de machine in een vochtige omgeving werd geparkeerd. Dat roest remde men er meteen weer af, maar het was erg slecht voor de remblokken. De schakelaars aan het stuur waren mooi maar te klein om met dikke handschoenen te bedienen.

## V 50 II
De V 50 II verscheen in 1979. Uiterlijk waren er geen grote verschillen met zijn voorganger, maar de cilinderwanden hadden een nikasilbekleding gekregen. Nog ná het uitkomen van de V 50 II werd de elektronische ontsteking weer vervangen door contactpuntjes. De oliepan was iets groter geworden. De compressieverhouding was wat lager geworden.

## V 50 Monza

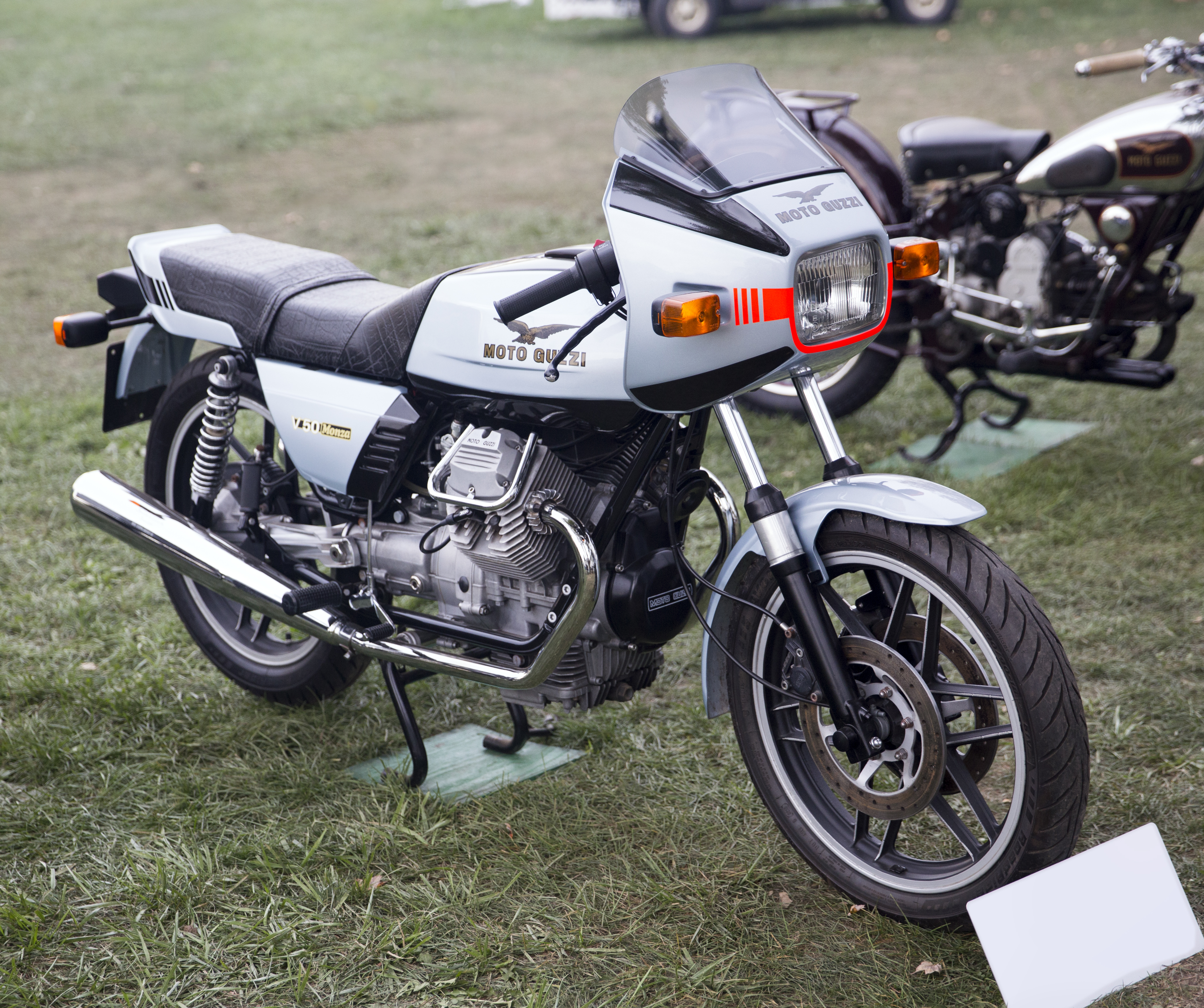
1981 Moto Guzzi V 50 Monza

Al in 1979 had Moto Guzzi de V 35 Imola uitgebracht, die een soort mini-uitvoering van de 850 Le Mans was. De "Monza" kwam in 1981 op de markt. De cilinderwanden kregen een nigusil bekleding, een eigen patent van Moto Guzzi. De machine was veel sportiever gelijnd dan zijn voorgangers, dankzij een klein stuurkuipje en een kleine spoiler achter het duozadel. Het vermogen werd iets hoger dankzij de grotere (28 mm) carburateurs en de weer iets verhoogde compressieverhouding. De voorvork kreeg luchtondersteuning. De Monza werd zowel met diagonaal- als met radiaalbanden geleverd. Vanaf dit moment werden de motorblokken van de V 50 en de V 35 geproduceerd bij Innocenti, dat ook al enige tijd eigendom van de De Tomaso-groep was.

## V 50 III
De V 50 III kwam tegelijk met de V 50 Monza op de markt en was feitelijk een V 50 II met de motor van de "Monza".

## V 50 C
Aan het einde van 1981 werden zowel de V 35 als de V 50 uitgebracht in de toen populaire custom uitvoering. Zoals toen gebruikelijk werden slechts kleine aanpassingen gedaan. De machine kreeg een hoger stuur, een druppeltank en een getrapt zadel. Om de machine aan de voorkant wat hoger te maken werd de telescoopvork van de V 65 gebruikt. De spatborden werden vervangen door wat sierlijker, verchroomde exemplaren, waarbij aan de achterkant het achterlicht niet meer geïntegreerd was. De swingarm achter werd 40 mm langer. De machine kreeg wat dikkere radiaalbanden. De ontwikkelingen die in de loop van de jaren aan de V 50 III werden aangebracht, volgden ook op de V 50 C. In 1984 werd het vermogen wat hoger en het duozadel kreeg een klein rugsteuntje voor de passagier en een kleine bagagedrager.

## V 50 TS
Tijdens de motorshow van Milaan in november 1981 presenteerde Moto Guzzi deze "Tutto Strada" allroad. Hiermee probeerde het merk mee te liften op het succes van modellen als de Yamaha XT 500 en de Honda XL 500 S. De Guzzi was strak, enigszins "vierkant" gelijnd en had ook een rechthoekige koplamp. De lange Marzocchi voorvork was speciaal voor terreingebruik bedoeld en de voorste steekas had een kleine assprong, zoals dat bij enduromotoren gebruikelijk was. De motor kwam uit de V 50 III/V 50 Monza. De Tutto Strada kwam echter nooit voorbij het prototypestadium. Later bouwde Moto Guzzi wel terreinmotoren in andere inhoudsklassen, zoals de V 35 TT en de V 65 TT

## V 50 NATO

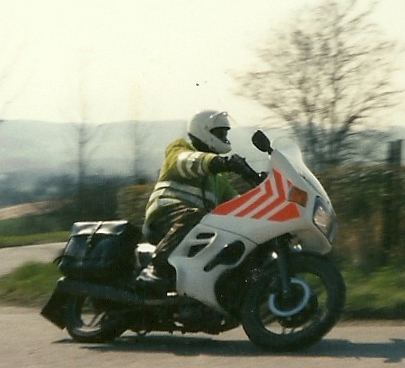
De V 50 NATO in de latere (ca. 1994) uitvoering voor de Koninklijke Marechaussee en de rijinstructeurs

De V 50 NATO werd in 1981 aangeschaft voor ordonnans- en marechaussee-taken bij de Koninklijke Landmacht als vervanger van de Triumph 3TA. Een van de eisen van het leger was een cardanaandrijving i.v.m. het onderhoud. Door deze eis kwamen twee europese fabrikanten in aanmerking voor de uitgebreide testfase. Dit waren Moto Guzzi met de V 50 en het Duitse BMW met de R45. Uiteindelijk viel de keuze op de Moto Guzzi. De V 50 III motorfietsen werden hiervoor wel aangepast: het uiterlijk was dat van de oudere V 50, uiteraard in legergroen gespoten en al het chroom was vervangen door matzwarte lak. De machine werd voorzien van oorlogsverlichting, andere cilinderkoppen met kleinere kleppen en een lagere compressieverhouding en de 24 mm carburateurs van de V 50. Om de versnellingen met al deze beperkingen niet te "lang" te maken werd de gearing korter. Tevens werd er een kickstarter gemonteerd. Er werden 1314 machines gekocht.:73 De machine werd voorzien van twee grote in Nederland geproduceerde valbeugels en twee sterke lederen koffers van de Brabantse firma "De Buffel".:74 De marechaussee-versie die voornamelijk door dienstplichtige Marechaussees werd gebruikt werden geleverd met een toerruit met canvas onderflappen.:74 Ook machines van rijinstructeurs waren voorzien van deze ruit. Rond 1994 werden de toerruiten vervangen door een Nederlandse JS 980 S toerkuip, ontwikkeld door Jos Schurgers.
Bij de Koninklijke Marechaussee ,vwb de parate eenheden, werden de V 50’s in de tweede helft van de jaren ‘90 vervangen door ruim 350 BMW K 1100 LT's.
In april 2004 werd de V 50 NATO bij de Nederlandse Krijgsmacht uit dienst genomen. Bij de landmacht werd hij afgelost door 115 KTM LC 4 400 LS-E's,:77 die zijn ingedeeld bij 11 Luchtmobiele Brigade en daar niet alleen dienst als ordonnansmotoren ingezet worden, maar ook voor bv verkenningen.

## V 50 PA
De "Pubblica Amministrazione"-modellen waren voor overheidsdiensten bestemd, maar het waren geen speciale militaire modellen. Ze werden dan ook geleverd aan politiekorpsen, voorzien van een eenpersoons zadel om achterop ruimte te maken voor de verbindingsmiddelen. De toerruit was gedeeltelijk van kunststof, maar de onderkant had canvas flappen om nog meer wind van de berijder weg te houden. Er waren in het algemeen valbeugels gemonteerd en uiteraard zwaailichten en meertonige hoorns.

## Technische gegevens
| Moto Guzzi             | V 50                                                           | V 50 II                                                        | V 50 Monza                                                                                             | V 50 III                                  | V 50 C                                              | V 50 TS                                   | V 50 NATO                                 | V 50 PA                                   |
| ---------------------- | -------------------------------------------------------------- | -------------------------------------------------------------- | --- | ----------------------------------------- | --------------------------------------------------- | ----------------------------------------- | ----------------------------------------- | ----------------------------------------- |
| Periode                | 1977-1978                                                      | 1979-1980                                                      | 1980-1984                                                                                              | 1981-1986                                 | 1982-1994                                           | 1981                                      | 1981                                      | 1983                                      |
| Categorie              | toermotor                                                      | toermotor                                                      | sportmotor                                                                                             | toermotor                                 | custom                                              | prototype allroad                         | militaire motorfiets                      | politiemotor                              |
| Motortype              | kopklepmotor                                                   | kopklepmotor                                                   | kopklepmotor                                                                                           | kopklepmotor                              | kopklepmotor                                        | kopklepmotor                              | kopklepmotor                              | kopklepmotor                              |
| Bouwwijze              | langsgeplaatste 90° V-twin                                     | langsgeplaatste 90° V-twin                                     | langsgeplaatste 90° V-twin                                                                             | langsgeplaatste 90° V-twin                | langsgeplaatste 90° V-twin                          | langsgeplaatste 90° V-twin                | langsgeplaatste 90° V-twin                | langsgeplaatste 90° V-twin                |
| Cilinder               | aluminium                                                      | aluminium                                                      | aluminium                                                                                              | aluminium                                 | aluminium                                           | aluminium                                 | aluminium                                 | aluminium                                 |
| Cilinderkop            | aluminium                                                      | aluminium                                                      | aluminium                                                                                              | aluminium                                 | aluminium                                           | aluminium                                 | aluminium                                 | aluminium                                 |
| Klepopstelling         | kopkleppen                                                     | kopkleppen                                                     | kopkleppen                                                                                             | kopkleppen                                | kopkleppen                                          | kopkleppen                                | kopkleppen                                | kopkleppen                                |
| Klepbediening          | stoterstangen en tuimelaars                                    | stoterstangen en tuimelaars                                    | stoterstangen en tuimelaars                                                                            | stoterstangen en tuimelaars               | stoterstangen en tuimelaars                         | stoterstangen en tuimelaars               | stoterstangen en tuimelaars               | stoterstangen en tuimelaars               |
| Carburateurs           | Dell'Orto VHB 24 FD en FS                                      | Dell'Orto VHB 24 FD en FS                                      | Dell'Orto PHBH 28                                                                                      | Dell'Orto PHBH 28                         | Dell'Orto PHBH 28                                   | Dell'Orto PHBH 28                         | Dell'Orto VHBZ 24 FD en FS                | Dell'Orto PHBH 28 DB en BS                |
| Ontsteking             | elektronisch                                                   | elektronisch, later onderbrekers                               | elektronisch                                                                                           | elektronisch                              | elektronisch                                        | elektronisch                              | elektronisch                              | elektronisch                              |
| Boring                 | 74 mm                                                          | 74 mm                                                          | 74 mm                                                                                                  | 74 mm                                     | 74 mm                                               | 74 mm                                     | 74 mm                                     | 74 mm                                     |
| Slag                   | 57 mm                                                          | 57 mm                                                          | 57 mm                                                                                                  | 57 mm                                     | 57 mm                                               | 57 mm                                     | 57 mm                                     | 57 mm                                     |
| Cilinderinhoud         | 490,2 cc                                                       | 490,2 cc                                                       | 490,2 cc                                                                                               | 490,2 cc                                  | 490,2 cc                                            | 490,2 cc                                  | 490,2 cc                                  | 490,2 cc                                  |
| Smeersysteem           | wet-sump                                                       | wet-sump                                                       | wet-sump                                                                                               | wet-sump                                  | wet-sump                                            | wet-sump                                  | wet-sump                                  | wet-sump                                  |
| Compressieverhouding   | 10,8:1                                                         | 9,8:1                                                          | 10,4:1                                                                                                 | 10,4:1                                    | 10,4:1                                              | 10,4:1                                    | 7,6:1                                     | 10,4:1                                    |
| Max. vermogen          | 38 pk bij 7.500 tpm (uitgang versnellingsbak gemeten TH Delft) | 38 pk bij 7.500 tpm (uitgang versnellingsbak gemeten TH Delft) | 48 pk bij 7.600 tpm (opgegeven)                                                                        | 48 pk bij 7.600 tpm (opgegeven)           | 45 pk bij 7.500 tpm vanaf 1984: 47 pk bij 7.500 tpm | 48 pk bij 7.600 tpm (opgegeven)           | 34 pk bij 7.100 tpm                       | 44 pk bij 7.200 tpm                       |
| Topsnelheid            | 165 km/h                                                       | 165 km/h                                                       | 175 km/h                                                                                               | 175 km/h                                  | 155 km/h vanaf 1984: 165 km/h                       | onbekend                                  | 120 km/h                                  | 150 km/h                                  |
| Primaire aandrijving   | rechtstreeks                                                   | rechtstreeks                                                   | rechtstreeks                                                                                           | rechtstreeks                              | rechtstreeks                                        | rechtstreeks                              | rechtstreeks                              | rechtstreeks                              |
| Koppeling              | enkelvoudige droge plaatkoppeling                              | enkelvoudige droge plaatkoppeling                              | enkelvoudige droge plaatkoppeling                                                                      | enkelvoudige droge plaatkoppeling         | enkelvoudige droge plaatkoppeling                   | enkelvoudige droge plaatkoppeling         | enkelvoudige droge plaatkoppeling         | enkelvoudige droge plaatkoppeling         |
| Versnellingen          | 5 voetgeschakeld                                               | 5 voetgeschakeld                                               | 5 voetgeschakeld                                                                                       | 5 voetgeschakeld                          | 5 voetgeschakeld                                    | 5 voetgeschakeld                          | 5 voetgeschakeld                          | 5 voetgeschakeld                          |
| Secundaire aandrijving | cardan                                                         | cardan                                                         | cardan                                                                                                 | cardan                                    | cardan                                              | cardan                                    | cardan                                    | cardan                                    |
| Frame                  | dubbel wiegframe met dragende motor                            | dubbel wiegframe met dragende motor                            | dubbel wiegframe met dragende motor                                                                    | dubbel wiegframe met dragende motor       | dubbel wiegframe met dragende motor                 | dubbel wiegframe met dragende motor       | dubbel wiegframe met dragende motor       | dubbel wiegframe met dragende motor       |
| Wielbasis              | 1410 mm                                                        | 1410 mm                                                        | 1410 mm                                                                                                | 1410 mm                                   | 1450 mm                                             | onbekend                                  | 1420 mm                                   | 1420 mm                                   |
| Vering vóór            | telescoopvork                                                  | telescoopvork                                                  | luchtondersteunde telescoopvork                                                                        | luchtondersteunde telescoopvork           | luchtondersteunde telescoopvork                     | Marzocchi telescoopvork                   | telescoopvork                             | telescoopvork                             |
| Vering achter          | swingarm met hydraulische schokdempers                         | swingarm met hydraulische schokdempers                         | swingarm met hydraulische schokdempers                                                                 | swingarm met hydraulische schokdempers    | swingarm met hydraulische schokdempers              | swingarm met hydraulische schokdempers    | swingarm met hydraulische schokdempers    | swingarm met hydraulische schokdempers    |
| Banden                 | vóór 3,00 × 18" achter 3,50 × 18"                              | vóór 3,25 × 18" achter 3,50 × 18"                              | diagonaalbanden: vóór 3,25 × 18" achter 3,50 × 18" radiaalbanden: vóór 90/90 × 18" achter 100/90 × 18" | vóór 3,00 × 18" achter 3,50 × 18"         | vóór 100/90 × 18" achter 130/90 × 16"               | onbekend                                  | vóór 3,00 × 18" achter 3,50 × 18"         | vóór 90/90 × 18" achter 100/90 × 18"      |
| Rem(men)               | schijfremmen rondom, integraal remsysteem                      | schijfremmen rondom, integraal remsysteem                      | schijfremmen rondom, integraal remsysteem                                                              | schijfremmen rondom, integraal remsysteem | schijfremmen rondom, integraal remsysteem           | schijfremmen rondom, integraal remsysteem | schijfremmen rondom, integraal remsysteem | schijfremmen rondom, integraal remsysteem |
| Gewicht                | 152 kg                                                         | 152 kg                                                         | 160 kg                                                                                                 | 152 kg                                    | 152 kg                                              | onbekend                                  | 193 kg rijklaar                           | 215 kg                                    |
| Tankinhoud             | 16,5 liter                                                     | 16,5 liter                                                     | 16,5 liter                                                                                             | 16,5 liter                                | 15 liter                                            | onbekend                                  | 16,5 liter                                | 15 liter                                  |
| Voorganger             | geen                                                           | V 50                                                           | geen                                                                                                   | V 50 II                                   | geen                                                | geen                                      | geen                                      | Nuovo Falcone Militare                    |
| Opvolger               | V 50 II                                                        | V 50 III                                                       | geen                                                                                                   | geen                                      | geen                                                | geen                                      | geen                                      | geen                                      |